# Candas
Candas là một xã ở tỉnh Somme, vùng Hauts-de-France, Pháp.

## Địa lý
Thị trấn này tọa lạc trên đường D31 và đường D49, khoảng 21 dặm Anh về phía bắc của Amiens.